# 카운트 (야구)

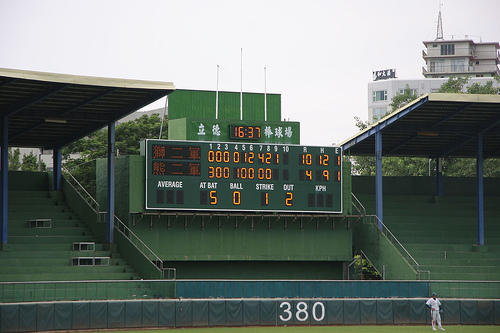
노 볼(no-balls), 스트라이크 1개("오 앤 원")로 카운트(하단 행 중앙)를 표시하는 숫자가 있는 야구 스코어보드

야구와 소프트볼에서 카운트(count)는 타자가 가진 볼과 스트라이크의 수를 의미한다. 카운트가 3스트라이크에 도달하면 타자는 삼진 아웃을 당하고, 4볼에 도달하면 타자는 안전하게 1루로 갈 수 있다.

## 개요
카운트는 일반적으로 두 개의 숫자로 발표된다. 예를 들어 3-1("쓰리 앤 원"으로 발음)은 볼 수 다음에 스트라이크 수가 나온다. 0은 거의 항상 "오"로 발음한다. 카운트는 종종 형용사로 사용된다. 투구는 투구하기 전에 카운트로 표시될 수 있다. 예를 들어 3-1 카운트에 던진 투구는 "쓰리 앤 원 투구" 또는 "쓰리 앤 원 투구"로 표시된다.
0-0 카운트는 거의 언급되지 않는다. 일반적으로 최소 한 개의 투구가 투구될 때까지 카운트를 언급하지 않는다. 1-1 또는 2-2 카운트는 짝수라고 할 수 있다. 3-2 카운트는 풀 카운트이며, 이에 대해서는 아래에서 설명한다.
홈플레이트 심판은 왼손에는 볼 수 있는 수를, 오른손에는 스트라이크 수를 표시하여 카운트를 알린다. (결과적으로 투수 입장에서는 거꾸로 읽힌다.) 심판마다 이 신호를 주는 빈도가 다르다. 타자가 타석에서 나오는 등 투구 사이에 약간의 지연이 있을 때 이를 상기시키기 위해 신호를 보내는 경우가 많다. 또한 스코어보드 운영자에게 카운트가 잘못 표시되었음을 알리는 신호이기도 한다. 심판에 따라 카운트를 외치기도 하지만, 일반적으로 타자와 포수만 들을 수 있다.

## 풀 카운트
3-2 카운트를 풀 카운트(full count)라고 하며, 그 후의 투구를 “페이오프 투구”라고 한다. 투수나 타자의 실수로 인해 타석에 설 수 없기 때문이다. 페이오프 투구가 반드시 타석의 마지막 투구는 아니다. 타자는 파울볼을 치면 2스트라이크를 무한정 유지할 수 있기 때문이다.
풀 카운트라는 용어는 숫자가 아닌 공백으로 최대 3볼과 2스트라이크를 표시하는 오래된 스코어보드에서 유래했을 가능성이 있다. 많은 스코어보드는 여전히 이러한 목적으로 전구를 사용한다. 따라서 3-2 카운트는 모든 전구가 켜져 있음을 의미한다. 풀하우스(소프트볼에서 더 흔히 사용되는 용어)는 포커의 풀하우스 패에서 영감을 받은 것으로, 세 개의 원 카인드와 한 개의 페어로 구성된다.
아웃이 두 개이고 카운트가 풀인 경우, 아웃될 가능성이 있는 주자는 투수가 투구를 시작하는 순간 다음 베이스를 향해 달려가기 시작한다. 타자가 볼넷(다음 베이스를 내주는 경우), 삼진(이닝을 끝내는 경우), 파울(주자가 원래 베이스로 돌아가는 경우), 또는 공을 플레이에 투입할 수 있기 때문이다.